# منتخب باراغواي تحت 23 سنة لكرة القدم
منتخب باراغواي تحت 23 سنة لكرة القدم (بالإسبانية: Selección de fútbol sub-23 de Paraguay)‏ هو ممثل باراغواي الرسمي في المنافسات الدولية في كرة القدم في فئة كرة قدم تحت 23 سنة للرجال، يديريه اتحاد باراغواي لكرة القدم.